# Lophoruza vacillatrix
Lophoruza vacillatrix är en fjärilsart som beskrevs av George Francis Hampson 1910. Lophoruza vacillatrix ingår i släktet Lophoruza och familjen nattflyn. Inga underarter finns listade i Catalogue of Life.